# Tre hattar
Tre hattar är den nordligaste av tre eller fyra sjöar under detta namn i Mora kommun i Dalarna och ingår i Dalälvens huvudavrinningsområde. Den rinner ut åt norr till Båga-Larstjärnen.